# Mulino a marea

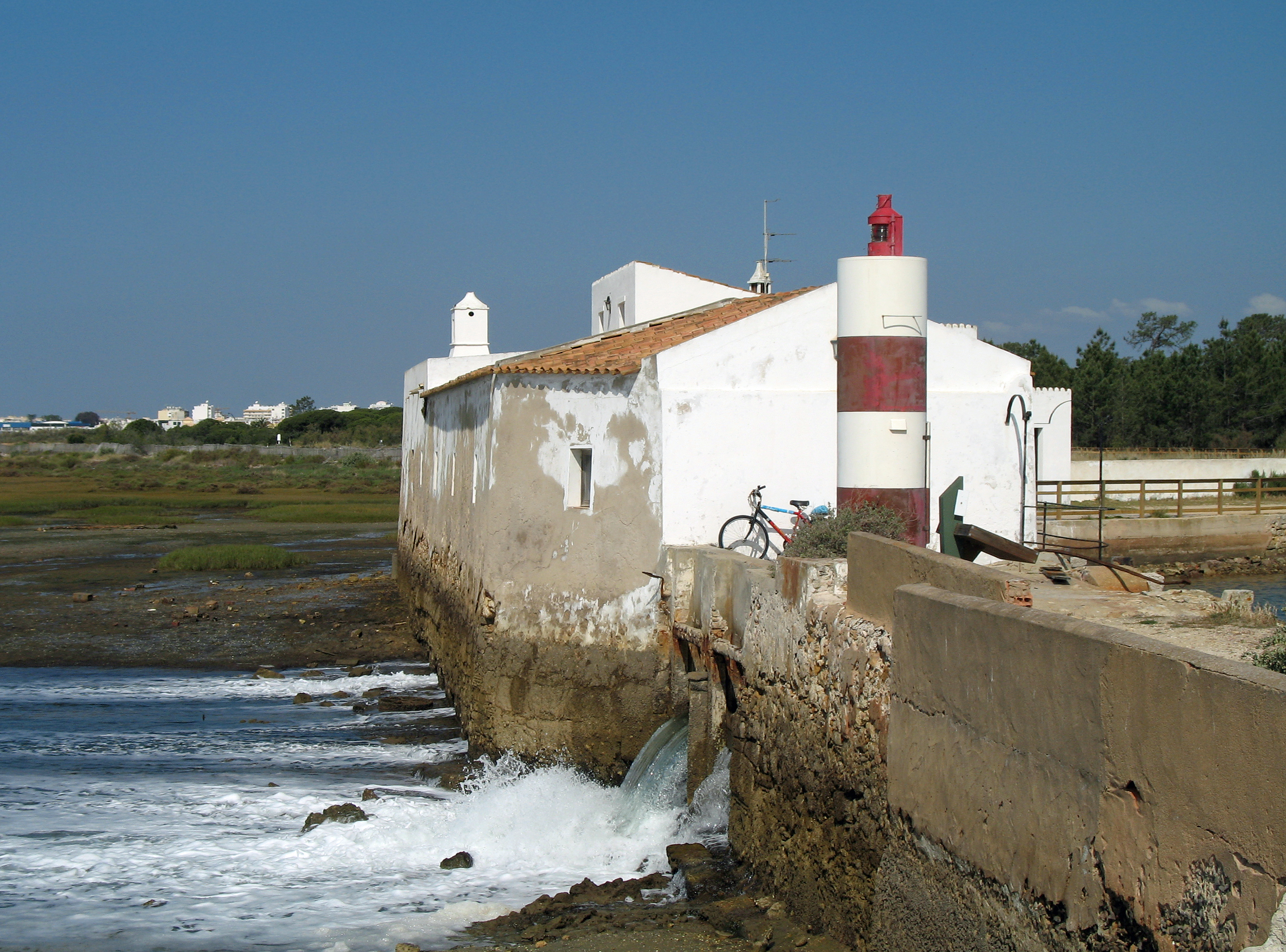
Mulino a marea ad Olhão (Portogallo)

Il mulino a marea è un tipo di mulino, molto utilizzato dalle civiltà del passato.

## Descrizione
Per il loro funzionamento, veniva edificato uno sbarramento sull'ansa di un fiume, oppure sulla riva di un lago o di un mare. Il flusso dell'acqua, ascendente, era in grado di riempire un apposito serbatoio; l'acqua raccolta da essi veniva utilizzata per l'irrigazione dei campi, al momento della bassa marea. Le ruote di questi mulini erano solitamente in legno di quercia, materiale molto resistente all'acqua, con decine di pale e appoggiate su supporti di piombo.
I primi mulini a marea vennero ideati nel porto di Dover, nel 1160 circa.